# Výčesky
Výčesky (angl.: noils, něm.: Kämmlinge) jsou krátká vlákna, která se odstraňují při výrobě příze na česacím stroji z přiváděného vlákenného rouna. 

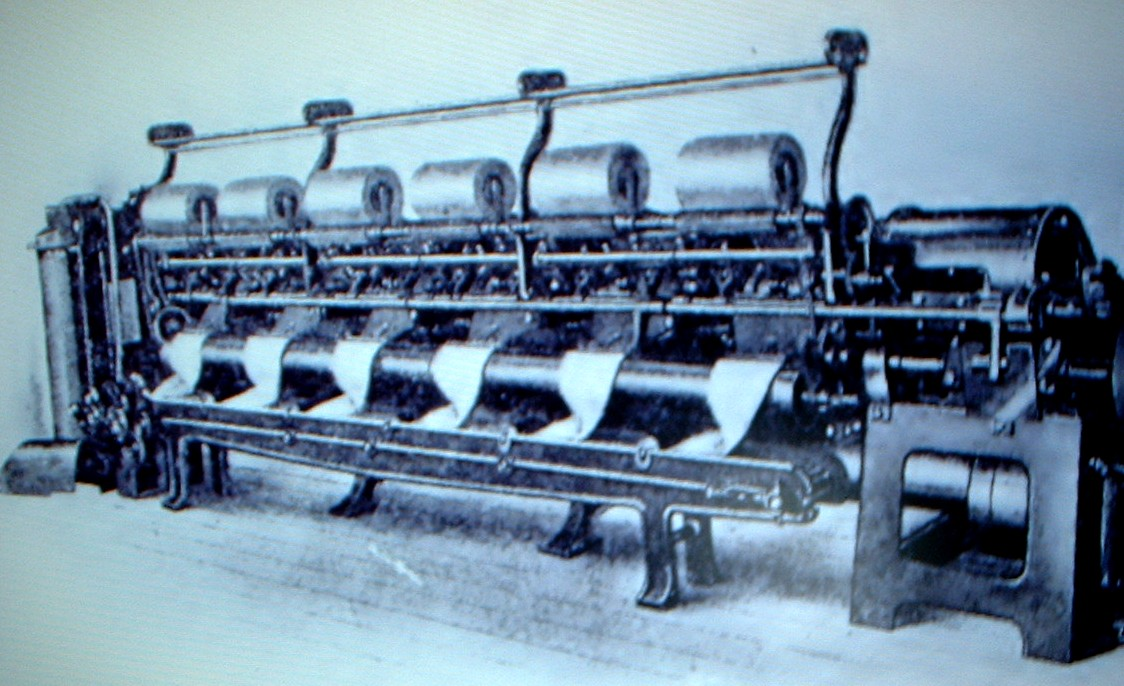
Sběr a odvádění výčesků na česacím stroji na bavlnu (z roku 1910)

## Seřízení česacího stroje
Množství výčesků se stanoví v procentuálním váhovém poměru k předkládanému rounu podle vzorce:
{\displaystyle v\%={hv\cdot 100 \over {hv+hp}}}
pro: výčesek v, hmotnost výčesku hv a hmotnost česaného pramene hp

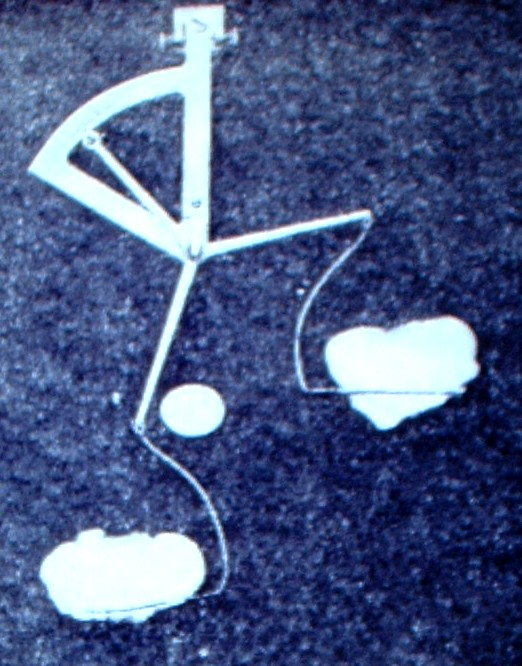
Kyvadlová váha na výčesky

Teoreticky se dá vypočítat procento výčesku podle seřízení česacího stroje (Gegauffův vzorec):
{\displaystyle v\%={3,2\cdot 10^{2}{\left(e-{\frac {d}{2}}\right)^{2}} \over {L^{2}}}}
Ve vzorci platí:
e – vzdálenost mezi čelistí a oddělovacími válečky
d – délka podávaného rouna
L – délka nejdelšího vlákna
Praktické výsledky jsou zpravidla ovlivněny dalšími faktory jako je: způsob přípravy k česání (urovnání vláken do jednoho směru), hloubka záběru dočesávacího hřebene aj.
Skutečné procento výčesků se měří s pomocí kyvadlové váhy (muzeální exemplář je na snímku vpravo), na kterou se vedle sebe zavěšují chomáče výčesků se současně vyrobeným česancem.

## Význam výčesků
Výčesky, obzvlášť bavlněné, jsou důležitá surovina pro hrubší příze a pro sektor technických textilií. Množství zpracovaných výčesků není nikde evidováno, z dostupných údajů se dá jen odvodit, že 20 % staplových vláken se zpracovává na česané příze a např. jen v bavlnářských přádelnách se celosvětově produkuje ročně asi 1 milion tun výčesků.

## Druhy, výskyt a použití výčesků

### Bavlna
Výčesky se získávají z dlouhovlákenných a z části středněvlákenných bavln (stapl nad cca 27 mm), které se vyčesávají na 15–25 %.Výčesky mají mít průměrnou délku vláken pod 20 mm, prodejní cena dosahuje cca 1,10 €/kg. (Průměrná cena středněvlákenné bavlny v období 2018/19 byla 1,38 €/kg ).
Použití: rotorové, vigoňové a frikční příze, často ve směsi s umělými vlákny – na čisticí hadry, technické tkaniny, počesávané pleteniny, izolační materiál.

### Ovčí vlna
Výčesky pocházejí skoro výlučně z merinové vlny (cca 40 % celkové produkce ovčí vlny, řádově = 40 000 tun výčesků ročně), která se vyčesává na 8–15 %. Výčesky mají délku vláken pod 30 mm,  prodávají se asi za 20% ceny vlněných česanců 
Podobným způsobem se získávají výčesky z kašmírské a mohérové vlny, ze srsti alpaky (délka cca 30 mm, jemnost 15,5 µm)

Použití: mykaná příze, vigoň, výplň polštářů a hraček 

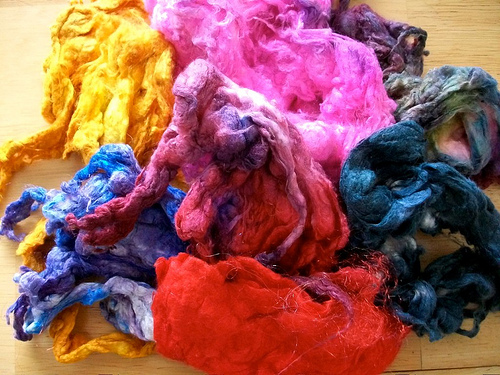
Ručně barvené výčesky z šapového hedvábí

### Šapové hedvábí
se zušlechťuje vyčesáním krátkých vláken o délce do 50 mm. Výčesek se používá výlučně jako surovina pro buretové příze. Množství výčesků se dá jen velmi hrubě odhadovat na 5 000 tun ročně.

### Lýková vlákna
Lněná koudel se vyčesává na 20–30 %, vlákna výčesku mohou být až přes 50 mm dlouhá. Výčesky se dají použít např. na rotorové nebo frikční příze, jako izolační materiál aj.
Poznámka: Při tzv. přímé sklizni lnu trhá sklízecí stroj rostliny a současně na nich očesává tobolky. Pro získaný materiál se používá označení výčesek.

#### Ramie
Údaje o výčeskách z ramie pocházejí ze začátku 20. století. Podle nich se ramie vyčesává na 30 % a příze z výčesků se vyrábí (často ve směsi s umělými vlákny) bavlnářskou technologií.